# Miles Copeland junior
Miles Axe Copeland junior (* 16. Juli 1913 in Birmingham (Alabama); † 14. Januar 1991) war ein US-amerikanischer Musiker, Geschäftsmann und CIA-Agent, der in bedeutende außenpolitische Operationen zwischen 1950 und 1980 verwickelt war.

## Karriere vor der CIA
Copeland wurde 1913 als Sohn eines Akademikers in Birmingham geboren. Er hat das College nicht abgeschlossen. Mit Bandleadern wie Ray Noble und Glenn Miller spielte er Trompete und begründete mit Miller das Glenn Miller Orchestra.
Bei Ausbruch des Zweiten Weltkriegs trat Miles Copeland jun. in die Nationalgarde ein, scheiterte aber daran, über gute Beziehungen in das Office of Strategic Services (OSS) rekrutiert zu werden. Stattdessen schloss er sich dem Corps of Intelligence Police (CIP) an, der im Januar 1942 zum Counter Intelligence Corps (CIC) umstrukturiert wurde. Copeland wurde in London stationiert, und Berichten zufolge nahm er an der streng geheimen BIGOT-Säuberung teil und beteiligte sich an den Diskussionen über Operation Overlord.
Während der Umstrukturierung des OSS zur Strategic Services Unit trat Copeland ihr am 1. Oktober 1945 bei, diese sollte ein Teil der Central Intelligence Agency (CIA) werden. Weiterhin in London stationiert, heiratete er die renommierte schottische Archäologin Lorraine Copeland Adie, die er während des Krieges in der Special Operations Executive kennengelernt hat. Zusammen haben sie vier Kinder: Den Musikproduzenten Miles Copeland III, den Musikagenten Ian Copeland, Stewart Copeland, Gründer und Schlagzeuger von The Police, und Lorraine (Lennie) Copeland, die als Schriftstellerin und Filmproduzentin tätig ist.

## CIA-Karriere
Mit einem seiner ersten Posten in Damaskus ab September 1947 begann seine lange Karriere im Nahen Osten. Zusammen mit Stephen Meade (1913–2004) war er im März 1949 beim syrischen Staatsstreich unterstützend beteiligt. In enger Zusammenarbeit mit Archibald Roosevelt, Sohn von Theodore Roosevelt, und dessen Neffen Kermit Roosevelt junior, CIA-Agent, war er maßgeblich an der Operation Ajax beteiligt, beim technischen Staatsstreich 1953 gegen den iranischen Premierminister Mohammad Mossadegh.
Weiterhin wurde von Kermit Roosevelt junior und Copeland, dem dann damaligen CIA-Abteilungschef in Kairo, das Projekt Fat Fucker eingeleitet, den König von Ägypten, Faruq I., zu stürzen.
Im Jahre 1953 kehrte Copeland zeitweilig ins Privatleben zurück und begann bei der Unternehmensberatung Booz Allen Hamilton, führte dabei jedoch eine nichtoffizielle verdeckte Operation für die CIA aus. Nachdem Gamal Abdel Nasser König Faruq I. gestürzt und entmachtet hatte, beriet Copeland ihn zur Entwicklung des General Intelligence Service (GIS), auch Muchabarat genannt, und baute mit ihm eine Beziehung als engsten westlichen Berater auf. In dieser Funktion bot er ökonomische Entwicklungshilfe und technische Militärhilfe aus den Vereinigten Staaten an.
Copeland kehrte im Jahre 1955 zur CIA zurück. Während der Suezkrise blockierten die Vereinigten Staaten die Eroberungsabsprachen von Frankreich, Großbritannien und Israel mit der Unterstützung Ägyptens und der Kontrolle über den Suezkanal. Angeblich soll Copeland dabei beabsichtigt haben, die britische Kontrolle über die regionalen Ölressourcen und den sowjetischen Einfluss an regionale Regierungen zu beenden. Jedoch tendierte Nasser nach der Krise näher zur Sowjetunion und akzeptierte ihre hochentwickelte Militärtechnologie und technische Unterstützung beim Bau des Assuan-Staudamms. Copeland versuchte zusammen mit John Foster Dulles und Allen Welsh Dulles, diesen Trend umzukehren und den Mord an Nasser zu planen.
Im Jahre 1958 schlossen sich Ägypten und Syrien zur Vereinigten Arabischen Republik zusammen, und der irakische König Faisal II. wurde von den irakischen Nationalisten abgesetzt. Copeland überwachte Kontakte mit dem irakischen Regime und mit internen Gegnern, darunter Saddam Hussein und die Baath-Partei.
Copeland verteidigte seine großen paramilitärischen CIA-Operationen wie die gescheiterte Invasion in der Schweinebucht in Kuba 1961 mit der Begründung, dass sie aufgrund ihres Ausmaßes nicht geheim gehalten werden konnten.
Von 1957 bis 1968 war Copeland mit seiner Familie in Beirut stationiert, wo seine Kinder aufwuchsen und die American Community School at Beirut besuchten. Ende der 1960er Jahre ließen sie sich wieder in England nieder.

## Ruhestand
Nach dem Ausscheiden Copelands aus der CIA schrieb er für Publikationen wie National Review Bücher zum Thema Außenpolitik und eine Autobiographie. In den 1970er Jahren vertrat er die CIA aktiv gegen Kritiken, einschließlich des Church Committee. Im Jahre 1988 schrieb Copeland den Artikel Spooks for Bush, worin er behauptete, dass die Nachrichtendienste George H. W. Bush zur Wahl zum US-Präsidenten mit überwältigender Mehrheit unterstützt hätten. Im Vorwort zu seinem Buch Enemy Within schrieb der Journalist des Guardian Seumas Milne, dass Copeland die britischen Berggewerkschaftsführer Arthur Scargill und Peter Heathfield im Frühjahr 1990 davor warnte, dass CIA und MI5 an einer Medienkampagne gegen sie beteiligt sind und dazu beitragen, korrupte Vorwürfe gegen sie zu gestalten.
Im Ruhestand schuf Copeland das Brettspiel Game of Nations.

## Werke
- The Game of Nations: The Amorality of Power Politics. Simon & Schuster, New York 1970.
- Without Cloak or Dagger: The Truth About the New Espionage. Simon & Schuster, New York 1974.
- Beyond cloak and dagger: inside the CIA. Pinnacle, New York 1975.
- Real Spy World. Sphere, London 1978.
- The Game Player: Confessions of the CIA's Original Political Operative. Aurum, London 1989, ISBN 0-948149-87-6.